# Damir Javor
Damir Javor (Ljubljana, Eslovenia, 3 de marzo de 1974) es un árbitro de baloncesto esloveno de la FIBA. Además de arbitrar, trabaja para una empresa de ingeniería y consultoría en Eslovenia. Además, es muy activo en organizaciones de arbitraje locales en Ljubljana y nacionales como profesor de árbitros jóvenes.

## Trayectoria
Desde sus primeros años se dedica al deporte. Ha practicado baloncesto, balonmano, fútbol y tenis casi al mismo tiempo. Finalmente, se decidió por el baloncesto.
Empezó a arbitrar en septiembre de 1996. En 2001, llegó a la Primera División de Eslovena. Más tarde, en 2004 comenzó a arbitrar en la liga Adriática y en 2006 tuvo la oportunidad de convertirse en árbitro internacional. Pasó el clínico FIBA el 6 de junio de 2006 en Pravetz (Bulgaria). Dos años después, el 2008, se convirtió en uno de los árbitros de la Euroliga.

## Temporadas
| Categoría     | País                                                                                   | Año               |
| ------------- | -------------------------------------------------------------------------------------- | ----------------- |
| Liga Eslovena | Eslovenia                                                                              | 2001 - Actualidad |
| ABA Liga      | Bosnia y Herzegovina · Croacia · Eslovenia · Montenegro · Serbia · Macedonia del Norte | 2004 - Actualidad |
| FIBA          | Mundo                                                                                  | 2006 - Actualidad |
| Euroliga      | Europa                                                                                 | 2008 - Actualidad |